# Lemúria (continent)

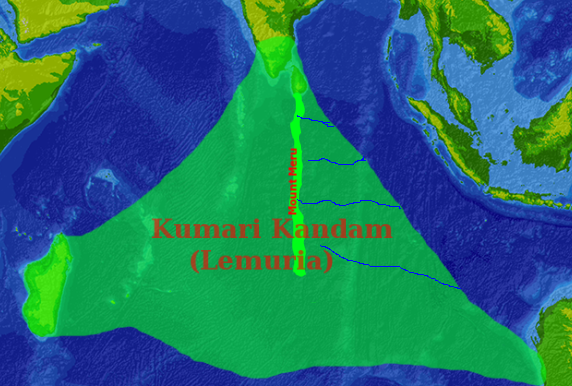
"Lemúria" a la literatura mística nacionalista tàmil com Kumari Kandam, connectant Madagascar, el sud de l'Índia i Austràlia (cobrint la major part de l'oceà Índic)

Lemúria (/lɪˈmʊriə/) era un hipotètic continent proposat en 1864 per zoòleg Philip Sclater, enfonsat sota de l'Oceà Índic. El terme serà apropiat per ocultistes en històries fictícies d'orígens humans.
La hipòtesi es va proposar com a explicació de la presència de fòssils de lèmurs a Madagascar i l'Índia però no a l'Àfrica ni a l'Orient Mitjà. El suggeriment del biòleg Ernst Haeckel l' any 1870 que Lemúria podria ser la llar ancestral de la humanitat va fer que la hipòtesi vagi més enllà de l'àmbit de la geologia i la zoogeografia, assegurant-ne la popularitat fora del marc de la comunitat científica..
L'ocultista i fundadora de la teosofia Helena Blavatsky, durant la darrera part del segle xix, va situar Lemúria en el sistema de la seva doctrina mística-religiosa, afirmant que aquest continent era la pàtria dels avantpassats humans, als quals anomenava Lemúrians. Els escrits de Blavatsky van tenir un impacte significatiu sobre l' ésotérisme occidental, popularitzant el mite de la Lemúria i els seus habitants místics.
Les teories sobre la Lemúria es van fer insostenibles quan, als anys seixanta, la comunitat científica va acceptar la teoria de la deriva continental d'Alfred Wegener, presentada el 1912, però la idea va perdurar en l'imaginari popular, especialment amb relació a la tradició teòsof. El continent apareix també en mapes terraplanistes situat més enllà de l'Antàrtida.

## Evolució de la idea
La Lemúria es va plantejar com un pont terrestre, ara enfonsat, que explicaria certes discontinuïtats en la biogeografia. Aquesta idea ha quedat obsoleta per les teories modernes de la tectònica de plaques. Continents enfonsats com Zealandia al Pacífic i Mauricia i l'altiplà de Kerguelen a l'oceà Índic existeixen, però no es coneix cap formació geològica sota l'oceà Índic o Pacífic que hagi pogut servir com a pont terrestre entre continents. 
La idea de Lemúria es va incorporar més tard a la filosofia de la teosofia i, posteriorment, a la creença marginal general. Els relats de Lemúria aquí difereixen. Tots comparteixen una creença comuna que un continent va existir en l'antiguitat i es va enfonsar sota l'oceà com a resultat d'un canvi geològic, sovint cataclísmic, com ara un canvi de pols, que aquests teòrics preveuen que destruirà i transformarà el món modern.

## Orígens científics

L' escut del Territori Britànic de l'Oceà Índic amb la inscripció (en llatí) "Limuria està al nostre càrrec/confiança".

### Postulació
El 1864, "The Mammals of Madagascar" del zoòleg i biogeògraf Philip Sclater va aparèixer a The Quarterly Journal of Science. Utilitzant una classificació a la qual va referir-se com a lèmurs, però que incloïa grups de primats relacionats, i desconcertat per la presència dels seus fòssils a Madagascar i l'Índia, però no a Àfrica o Orient Mitjà, Sclater va proposar que Madagascar i l'Índia havien estat alguna vegada. part d'un continent més gran (en això tenia raó; encara que en realitat aquest era el supercontinent Gondwana).
Les anomalies de la fauna de mamífers de Madagascar es poden explicar millor suposant que... un gran continent ocupava parts dels oceans Atlàntic i Índic... que aquest continent es va dividir en illes, de les quals algunes s'han amalgamat. . . Àfrica, alguns... amb el que ara és Àsia; i que a Madagascar i a les illes Mascarenes tenim relíquies existents d'aquest gran continent, per la qual cosa. . . Hauria de proposar el nom de Lemúria!

### Paral·lels
La teoria de Sclater no era gens inusual per a la seva època; Els " ponts terrestres ", reals i imaginaris, van fascinar diversos dels contemporanis de Sclater. Étienne Geoffroy Saint-Hilaire, també analitzant la relació entre els animals a l'Índia i Madagascar, havia suggerit un continent del sud unes dues dècades abans que Sclater, però no li va donar nom. L'acceptació del darwinisme va portar els científics a buscar rastrejar la difusió de les espècies des dels seus punts d'origen evolutiu. Abans de l'acceptació de la deriva continental, els biòlegs sovint postulaven l'existència de masses terrestres submergides per tenir en compte les poblacions d'espècies terrestres ara separades per barreres d'aigua. De la mateixa manera, els geòlegs van intentar explicar les semblances sorprenents de les formacions rocoses de diferents continents. El primer intent sistemàtic el va fer Melchior Neumayr al seu llibre Erdgeschichte el 1887. Durant el segle xix es van proposar molts ponts terrestres i continents submergits hipotètics per explicar la distribució actual de les espècies.

### Promulgació

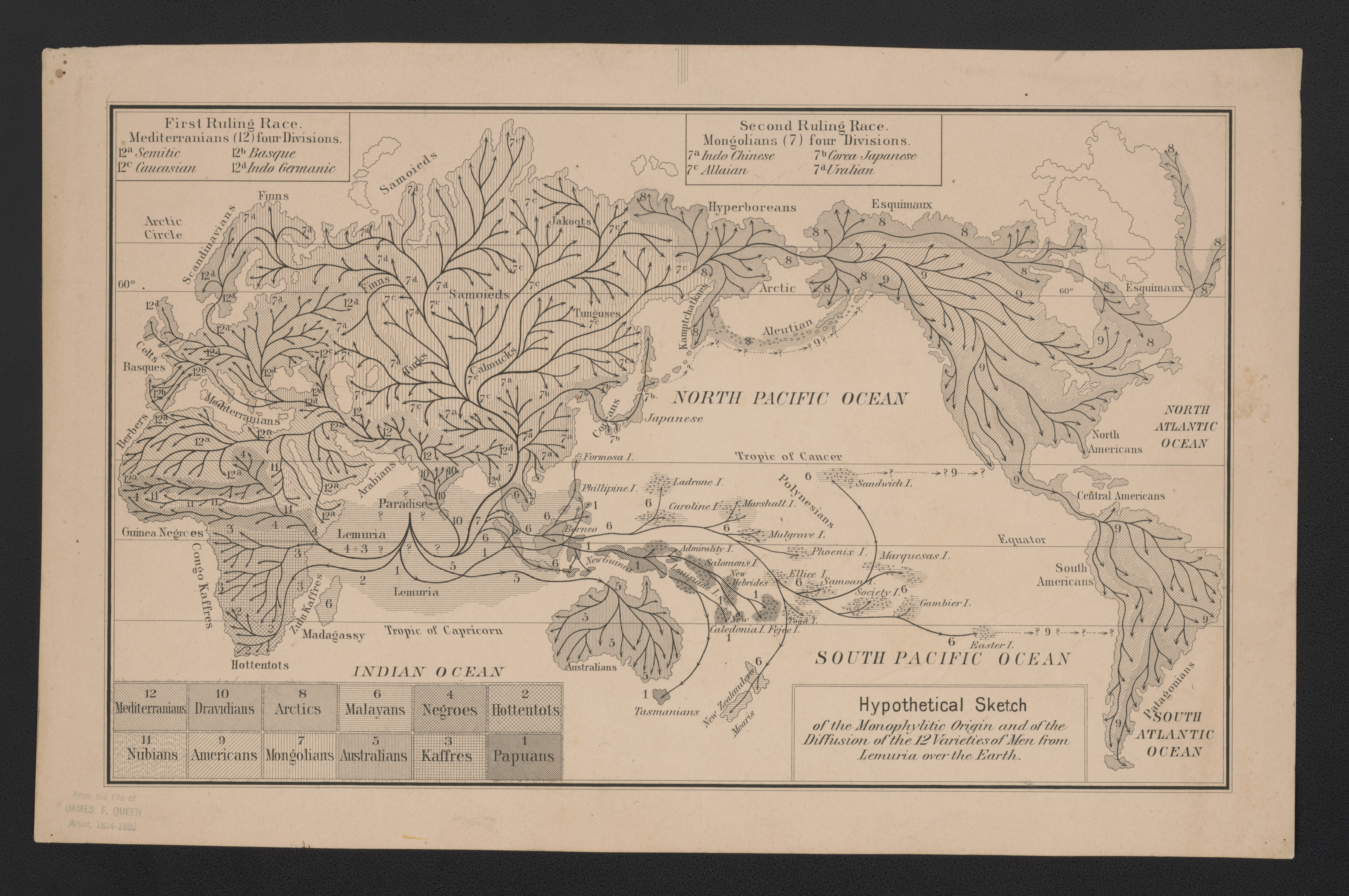
Mapa que descriu els orígens de "les 12 varietats d'homes" de Lemúria (1876)

Després d'aconseguir una certa acceptació dins de la comunitat científica, el concepte de Lemúria va començar a aparèixer en els treballs d'altres estudiosos. Ernst Haeckel, un taxonomista darwinià, va proposar Lemúria com a explicació de l'absència d'" enllaços perduts " protohumans al registre fòssil. Segons una altra font, Haeckel va presentar aquesta tesi davant Sclater, sense utilitzar el nom de "Lemúria".

### Superació
La teoria de la Lemúria va desaparèixer completament de la consideració científica convencional després que les teories de la tectònica de plaques i la deriva continental fos acceptada per la comunitat científica més gran. Segons la teoria de la tectònica de plaques, Madagascar i l'Índia van formar part de la mateixa massa terrestre (per tant, explicant les semblances geològiques), però el moviment de les plaques va fer que l'Índia es separes fa milions d'anys i es traslladés a la seva ubicació actual. La massa terrestre original, el supercontinent Gondwana, es va trencar; no es va enfonsar sota el nivell del mar.

## Kumari Kandam
Alguns escriptors tàmils com Devaneya Pavanar han associat Lemúria amb Kumari Kandam, una llegendària terra enfonsada esmentada a la literatura tàmil, afirmant que era el bressol de la civilització.

## En la cultura popular
Des de la dècada de 1880, la hipòtesi de Lemúria ha inspirat moltes novel·les, programes de televisió, pel·lícules i música.
- Poema de CS Lewis "L'últim del vi".[7]

- Therion, banda sueca de metall simfònic, àlbum de 2003 Lemúria .

- Visions of Atlantis, banda de metall simfònic austríac, àlbum de 2018 The Deep &amp; The Dark .

- The Deep, 2015 – 2019 animat programa de televisió.[8]